# A253-as autópálya (Németország)
Az A253-as autópálya (németül: Bundesautobahn 253) egy autópálya Németországban. Hossza 8 km.